# Vicomte A
Vicomte A. est une marque française de prêt-à-porter, fondée en 2005.
La société compte en 2016 un réseau de 350 points de vente dans une trentaine de pays, emploie 60 salariés et a réalisé un chiffre d'affaires de 15 millions d'euros en 2015.

## Histoire
La marque Vicomte A. est fondée en avril 2005,. Les premières boutiques en nom propre sont ouvertes en Europe et à Palm Beach. En 2012 Vicomte A devient l'habilleur officiel du Vendée Globe. En 2014, tout en restant actionnaire majoritaire, Vicomte A. ouvre le capital à CM-CIC Capital Finance.
En 2016, Vicomte A. et Aigle signent un partenariat.
La société mère Segur est en liquidation judiciaire. La liquidation judiciaire a été prononcée le 21 octobre 2016. La procédure de redressement judiciaire prend fin par un plan de cession et la création d’Allure Saint-Honoré. L’entreprise, qui est contrôlée par LFC Partners, annonce en mars 2017 le départ de Arthur de Soultrait.
Pierre-Louis le Faou prend la direction de l'enseigne.

## Informations économiques
En 2015, la société réalise un chiffre d'affaires de 15 millions d'euros et compte 60 salariés,.
L'entreprise compte en 2018 de 13 magasins en propre 18 corners et un important réseau de revendeurs répertoriés sur son site et le chiffre d'affaires a été ramené à 11 millions d'euros en 2017.

## Produits

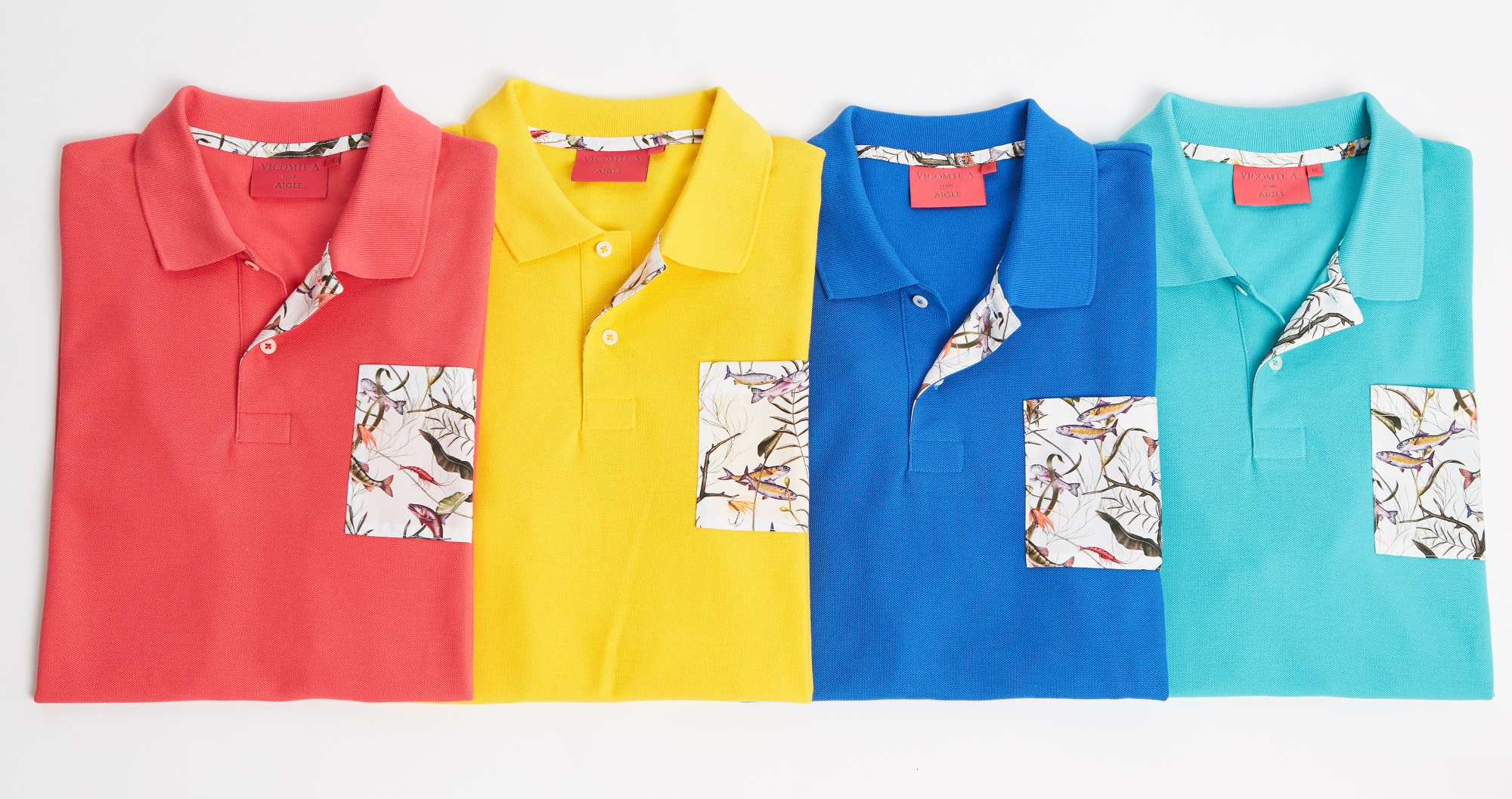
Collaboration Vicomte A. x Aigle

Marque de cravates et de polos à l’origine, Vicomte A. vend des vêtements pour hommes, femmes et enfants.
En 2008, les polos bicolores représentent 60 % de son chiffre d'affaires. La société vend également des vêtements destinés aux entreprises, via l'entreprise Marcy Infinity. En 2011, la marque signe un partenariat avec la maison d'armurerie Gastinne Renette.